# Милан Дудич
Мілан Дудич (серб. Милан Дудић / Milan Dudić, нар. 1 листопада 1979, Кралево) — югославський та сербський футболіст, що грав на позиції захисника.
Виступав, зокрема, за клуб «Ред Булл», а також національну збірну Сербії і Чорногорії.

## Клубна кар'єра
У дорослому футболі дебютував 1995 року виступами за команду «Магнохром» (Кралєво), в якій провів один сезон, взявши участь у 15 матчах чемпіонату. Після цього виступав у нижчих лігах Югославії за клуби «Бане» (Рашка) , «Слога» (Кралєво) та «Комграп» (Белград). 

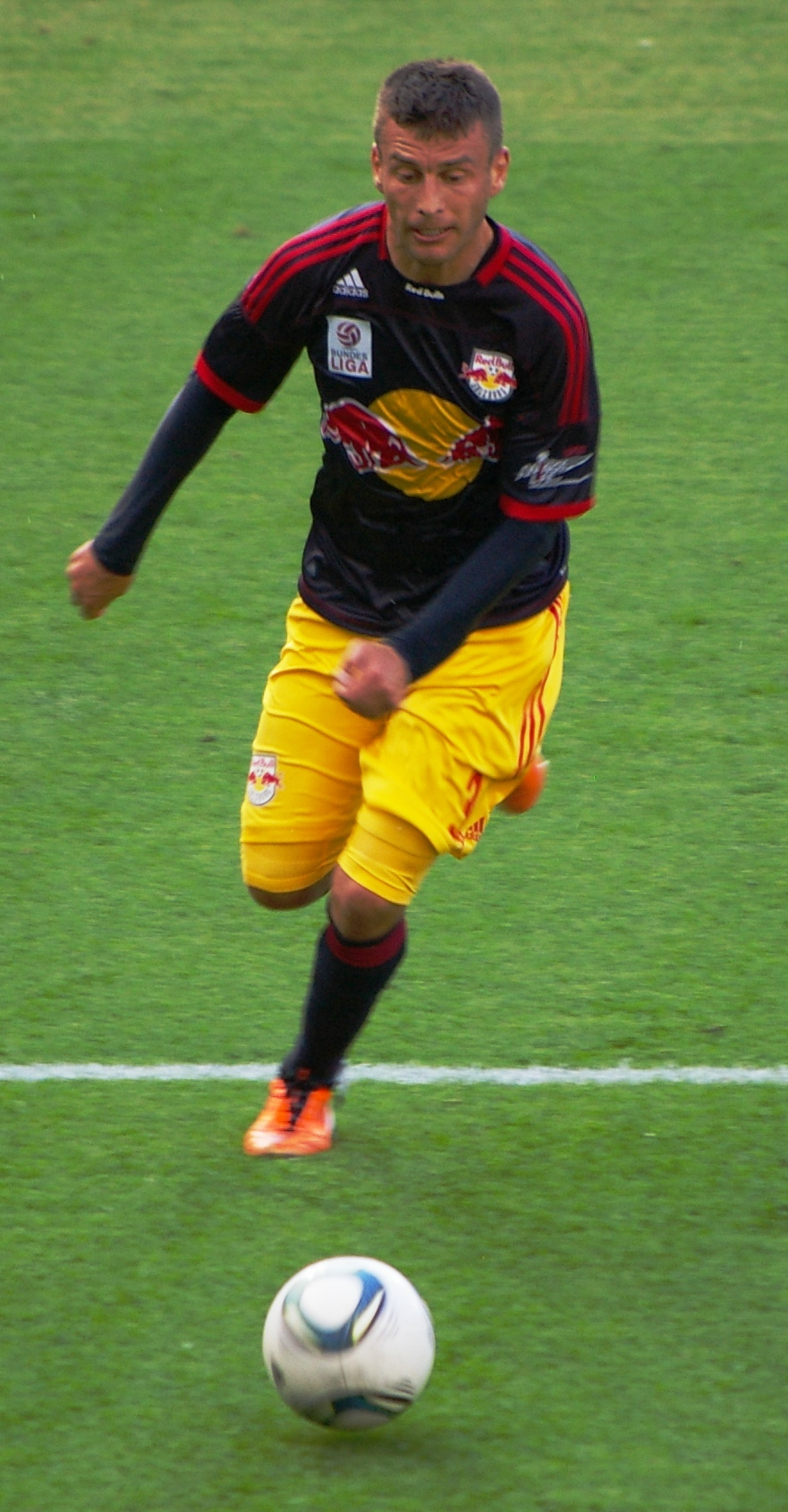
Милан Дудич під час виступів за «Ред Булл». 2011 рік.

1999 року був запрошений в команду «Чукарички», в якій дебютував у вищому югославському дивізіоні та поступово закріпився в основному складі і добре проявив себе.
По ходу сезону 2001/02 він змінив «Чукарички», середняка чемпіонату країни, на «Црвену Звезду», один з найкращих югославських клубів усіх часів. У «Црвені Звезді» він провів п'ять сезонів, і якщо у першому з них він провів лише три гри, то в наступні чотири сезони Дудич виходив на поле постійно і був одним з ключових гравців оборони. Він виграв у складі столичного клубу два чемпіонати і два кубки країни.
Влітку 2006 року Дудич перейшов в «Ред Булл» на запрошення Лотара Матеуса, який знав його з того часу, коли керував белградським «Партизаном». З одним з найсильніших австрійських клубів Дудич став триразовим чемпіоном Австрії за п'ять сезонів.
Завершив професійну ігрову кар'єру у клубі «Штурм» (Грац), за команду якого виступав протягом 2011—2014 років.

## Виступи за збірні
28 червня 2001 року дебютував в офіційних матчах у складі національної збірної СР Югославії на Кубку Кірін проти збірної Парагваю (0:2). 
У складі збірної Сербії і Чорногорії був учасником чемпіонату світу 2006 року у Німеччині, який став для його команди провальним: з трьох матчів, проведених та програних його командою, відіграв два, проти Аргентини (0:6) і Кот-д'Івуару (2:3), у другому з них заробив два пенальті у свої ворота за гру рукою. 
Після «мундіалю» збірна була розпущена, а у новостворену збірну Сербії Дудич вже не викликався. Всього за національні збірні зіграв 13 матчів.

## Титули і досягнення
- Чемпіон Сербії і Чорногорії: 2003/04, 2005/06
- Володар Кубка Сербії і Чорногорії: 2003/04, 2005/06
- Чемпіон Австрії: 2006/07, 2008/09, 2009/10